# Bundeskanzleramt (Duitsland)
Bundeskanzleramt (ook wel afgekort tot Kanzleramt of BKAmt) is de Duitse overheidsinstelling die het werk van de bondskanselier ondersteunt. Het Bundeskanzleramt staat onder leiding van een Chef des Bundeskanzleramts (ChefBK), die de rang heeft van een minister of een staatssecretaris.
Vanwege de grondwettelijk sterke positie van de bondskanselier is ook het Bundeskanzleramt van groot belang. Tot zijn of haar taken behoren onder meer de coördinatie tussen de ministeries en het onderhouden van het contact tussen regering en parlement en deelstaten.
Met de term Bundeskanzleramt wordt in Duitsland ook het ambtsgebouw van de bondskanselier en zijn of haar administratie aangeduid. In Bonn, de hoofdstad van het toenmalige West-Duitsland, gebruikte men hiervoor tussen 1949 en 1976 het Palais Schaumburg (paleis), totdat in 1976 een eigen Bundeskanzleramt werd gebouwd. Vanaf 1999 zetelde de bondskanselier in het voormalige gebouw van de Staatsrat in Berlijn, en vanaf 2001 in het huidige Bundeskanzleramt in diezelfde stad.
De historische voorloper van het Bundeskanzleramt was de Rijkskanselarij.
| Chef des Bundeskanzleramts | Chef des Bundeskanzleramts | Chef des Bundeskanzleramts           | Ambtstermijn      | Ambtstermijn                      | Functie(s)                                | Partij(en) | Bondskanselier                   | Kabinet(en) |
| -------------------------- | -------------------------- | ------------------------------------ | ----------------- | --------------------------------- | ----------------------------------------- | ---------- | -------------------------------- | ----------- |
|                            | Franz-Josef Wuermeling     | Franz-Josef Wuermeling (1900–1986)   | 15 september 1949 | 15 januari 1951                   | Staatssecretaris voor Algemene Zaken      | CDU        | Konrad Adenauer (1949–1963)      | Adenauer I  |
|                            | Otto Lenz                  | Otto Lenz (1903–1957)                | 15 januari 1951   | 20 oktober 1953                   | Staatssecretaris voor Algemene Zaken      | CDU        | Konrad Adenauer (1949–1963)      | Adenauer I  |
|                            | Hans Globke                | Hans Globke (1898–1973)              | 20 oktober 1953   | 16 oktober 1963                   | Staatssecretaris voor Algemene Zaken      | CDU        | Konrad Adenauer (1949–1963)      | Adenauer II |
| Adenauer III               | Hans Globke                | Hans Globke (1898–1973)              | 20 oktober 1953   | 16 oktober 1963                   | Staatssecretaris voor Algemene Zaken      | CDU        | Konrad Adenauer (1949–1963)      |             |
| Adenauer IV                | Hans Globke                | Hans Globke (1898–1973)              | 20 oktober 1953   | 16 oktober 1963                   | Staatssecretaris voor Algemene Zaken      | CDU        | Konrad Adenauer (1949–1963)      |             |
| Adenauer V                 | Hans Globke                | Hans Globke (1898–1973)              | 20 oktober 1953   | 16 oktober 1963                   | Staatssecretaris voor Algemene Zaken      | CDU        | Konrad Adenauer (1949–1963)      |             |
|                            | Ludger Westrick            | Ludger Westrick (1894–1990)          | 16 oktober 1963   | 13 juli 1964                      | Staatssecretaris voor Algemene Zaken      | CDU        | Ludwig Erhard (1963–1966)        | Erhard I    |
| 13 juli 1964               | Ludger Westrick            | Ludger Westrick (1894–1990)          | 1 december 1966   | Bondsminister zonder portefeuille |                                           | CDU        | Ludwig Erhard (1963–1966)        | Erhard I    |
| 13 juli 1964               | Ludger Westrick            | Ludger Westrick (1894–1990)          | 1 december 1966   | Bondsminister zonder portefeuille | Erhard II                                 | CDU        | Ludwig Erhard (1963–1966)        |             |
|                            | Werner Knieper             | Werner Knieper (1909–1977)           | 1 december 1966   | 31 december 1967                  | Staatssecretaris voor Algemene Zaken      | O          | Kurt Georg Kiesinger (1966–1969) | Kiesinger   |
|                            | Karl Carstens              | Karl Carstens (1914–1992)            | 31 december 1967  | 22 oktober 1969                   | Staatssecretaris voor Algemene Zaken      | CDU        | Kurt Georg Kiesinger (1966–1969) | Kiesinger   |
|                            | Horst Ehmke                | Horst Ehmke (1927–2017)              | 22 oktober 1969   | 15 december 1972                  | Bondsminister zonder portefeuille         | SPD        | Willy Brandt (1969–1974)         | Brandt I    |
|                            | Horst Ehmke                | Horst Grabert (1927–2011)            | 15 december 1972  | 16 mei 1974                       | Staatssecretaris voor Algemene Zaken      | SPD        | Willy Brandt (1969–1974)         | Brandt II   |
| Walter Scheel (1974)       | Horst Ehmke                | Horst Grabert (1927–2011)            | 15 december 1972  | 16 mei 1974                       | Staatssecretaris voor Algemene Zaken      | SPD        |                                  | Brandt II   |
|                            | Manfred Schüler            | Manfred Schüler (1932)               | 16 mei 1974       | 1 december 1980                   | Staatssecretaris voor Veiligheidsdiensten | SPD        | Helmut Schmidt (1974–1982)       | Schmidt I   |
| Schmidt II                 | Manfred Schüler            | Manfred Schüler (1932)               | 16 mei 1974       | 1 december 1980                   | Staatssecretaris voor Veiligheidsdiensten | SPD        | Helmut Schmidt (1974–1982)       |             |
| Schmidt III                | Manfred Schüler            | Manfred Schüler (1932)               | 16 mei 1974       | 1 december 1980                   | Staatssecretaris voor Veiligheidsdiensten | SPD        | Helmut Schmidt (1974–1982)       |             |
|                            | Manfred Lahnstein          | Manfred Lahnstein (1937)             | 1 december 1980   | 28 april 1982                     | Staatssecretaris voor Veiligheidsdiensten | SPD        | Helmut Schmidt (1974–1982)       |             |
|                            |                            | Gerhard Konow (1929–1997)            | 28 april 1982     | 1 oktober 1982                    | Staatssecretaris voor Veiligheidsdiensten | O          | Helmut Schmidt (1974–1982)       |             |
|                            | Waldemar Schreckenberger   | Waldemar Schreckenberger (1929–2017) | 1 oktober 1982    | 15 november 1984                  | Staatssecretaris voor Veiligheidsdiensten | CDU        | Helmut Kohl (1982–1998)          | Kohl I      |
| Kohl II                    | Waldemar Schreckenberger   | Waldemar Schreckenberger (1929–2017) | 1 oktober 1982    | 15 november 1984                  | Staatssecretaris voor Veiligheidsdiensten | CDU        | Helmut Kohl (1982–1998)          |             |
|                            | Wolfgang Schäuble          | Wolfgang Schäuble (1942–2023)        | 14 november 1984  | 21 april 1989                     | Bondsminister zonder portefeuille         | CDU        | Helmut Kohl (1982–1998)          |             |
| Kohl III                   | Wolfgang Schäuble          | Wolfgang Schäuble (1942–2023)        | 14 november 1984  | 21 april 1989                     | Bondsminister zonder portefeuille         | CDU        | Helmut Kohl (1982–1998)          |             |
|                            | Rudolf Seiters             | Rudolf Seiters (1937)                | 1 april 1989      | 26 november 1991                  | Bondsminister zonder portefeuille         | CDU        | Helmut Kohl (1982–1998)          |             |
| Kohl IV                    | Rudolf Seiters             | Rudolf Seiters (1937)                | 1 april 1989      | 26 november 1991                  | Bondsminister zonder portefeuille         | CDU        | Helmut Kohl (1982–1998)          |             |
|                            | Friedrich Bohl             | Friedrich Bohl (1945)                | 26 november 1991  | 27 oktober 1998                   | Bondsminister zonder portefeuille         | CDU        | Helmut Kohl (1982–1998)          |             |
| Kohl V                     | Friedrich Bohl             | Friedrich Bohl (1945)                | 26 november 1991  | 27 oktober 1998                   | Bondsminister zonder portefeuille         | CDU        | Helmut Kohl (1982–1998)          |             |
|                            | Bodo Hombach               | Bodo Hombach (1952)                  | 27 oktober 1998   | 31 juli 1999                      | Bondsminister zonder portefeuille         | SPD        | Gerhard Schröder (1998–2005)     | Schröder I  |
|                            | Frank-Walter Steinmeier    | Frank-Walter Steinmeier (1956)       | 31 juli 1999      | 22 november 2005                  | Staatssecretaris voor Veiligheidsdiensten | SPD        | Gerhard Schröder (1998–2005)     | Schröder I  |
| Schröder II                | Frank-Walter Steinmeier    | Frank-Walter Steinmeier (1956)       | 31 juli 1999      | 22 november 2005                  | Staatssecretaris voor Veiligheidsdiensten | SPD        | Gerhard Schröder (1998–2005)     |             |
|                            | Thomas de Maizière         | Thomas de Maizière (1954)            | 22 november 2005  | 17 december 2013                  | Bondsminister zonder portefeuille         | CDU        | Angela Merkel (2005–2021)        | Merkel I    |
|                            | Ronald Pofalla             | Ronald Pofalla (1959)                | 28 oktober 2009   | 17 december 2013                  | Bondsminister zonder portefeuille         | CDU        | Angela Merkel (2005–2021)        | Merkel II   |
|                            | Peter Altmaier             | Peter Altmaier (1958)                | 17 december 2013  | 14 maart 2018                     | Bondsminister zonder portefeuille         | CDU        | Angela Merkel (2005–2021)        | Merkel III  |
|                            | Helge Braun                | Helge Braun (1972)                   | 14 maart 2018     | 8 december 2021                   | Bondsminister zonder portefeuille         | CDU        | Angela Merkel (2005–2021)        | Merkel IV   |
|                            | Wolfgang Schmidt           | Wolfgang Schmidt (1970)              | 8 december 2021   | 6 mei 2025                        | Bondsminister zonder portefeuille         | SPD        | Olaf Scholz (2021–2025)          | Scholz      |
|                            | Thorsten Frei              | Thorsten Frei (1973)                 | 6 mei 2025        | heden                             | Bondsminister zonder portefeuille         | CDU        | Friedrich Merz (2025–heden)      | Merz        |